# 果園

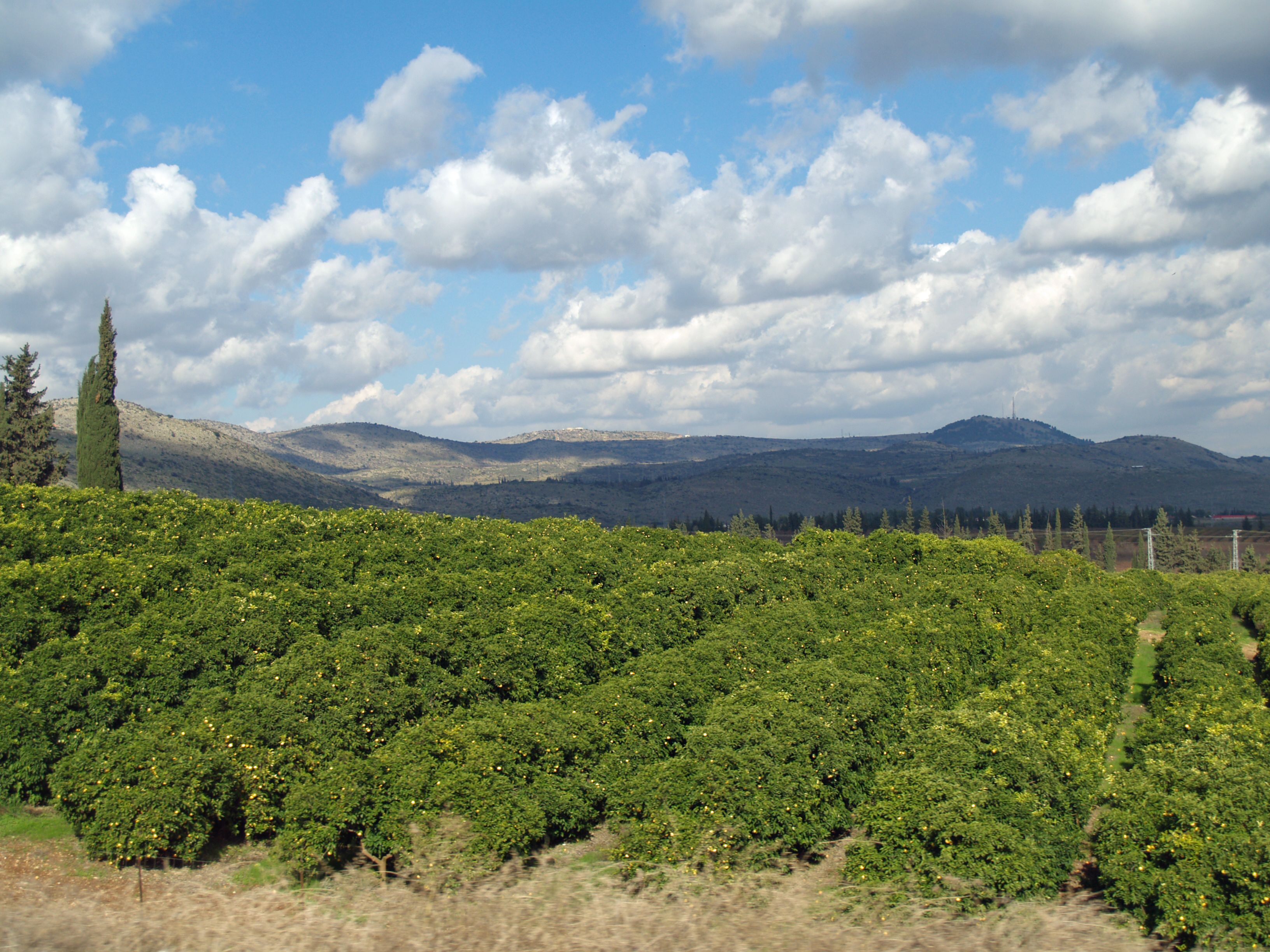
以色列的一片柠檬果园

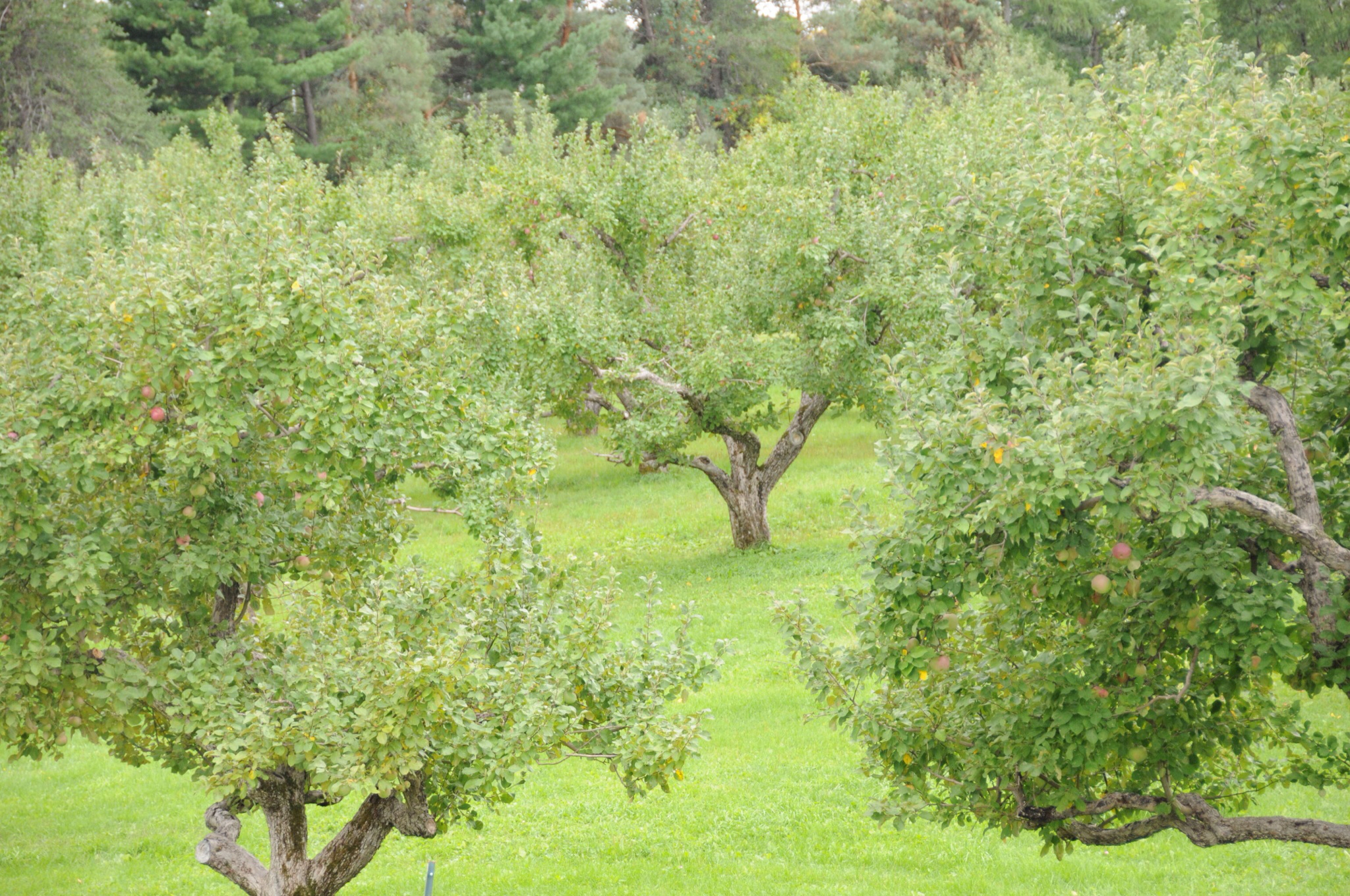
生长在加拿大的一片苹果果园

果园通常是生长乔木或灌木，收获水果以及坚果的人工农业用地。实际上果园很接近于种植水果的花园，如果按照某种分布模式在花园中种植果树，除了收获水果、坚果之外还可以获得美学上的享受。有些果园允许顾客自己采摘水果，在享受美味的同时还可以欣赏田园风光，享受从事农业活动的乐趣。
果园的形状、大小各异，根据所处地形、地貌、环境气候以及种植的果树品种而变化。即便是很小的一片果园，也有可能生产出许多果实，有些偏远地区的家庭通过种植果树来改善家庭收入。人类种植果树的历史非常悠久，最早的一批农业先驱就已经开始学会驯化果树了。他们学习栽种优秀的品种，开发出嫁接以及移栽等技术。世界上许多地方都能看到古代遗留下来的果园遗迹。有些果园的果树已经长达几百岁了，仍然还在开花结果。
果园的主要特征是生产水果或坚果的植物，不过在有些果园内还有利用树木之间的间隙种植花朵、蔬菜等其他作物，这样可以增加产出、保持土壤肥力。而在有些地方，人们则会在果园内放牧动物，利用动物的排泄物施肥，同时动物也可以吃掉那些掉落下来的水果。果园外可能会建造篱笆以隔离那些偷吃水果的动物，有时会通过网来阻止鸟类偷吃水果。而在果园内养殖蜜蜂，让蜜蜂收集花朵产生的蜂蜜，则可以进一步增加果园的产出。许多果园都布置成网格的形状，这样既方便与进行田间作业，也方便收获水果。当然，也可以任其自然地布置果园，这样可利用肥力和天气带来的好处。当在一个果园内种植多种不同种类的树木时，需要精心的安排以便尽可能利用肥力增加产出。现代果园中，经过精心挑选和培育的果树高度都很矮，一般为2到3米。
不同于可以使用联合收割机的小麦或是水稻农田，由于生长环境的特点，采摘水果的过程很难实现高度的机械化。目前，最常见的机械化收割手段是利用震动，将果实从树木上摇下来，这种技术最早出现在20世纪40年代的法国。60年代以后，美国开发出可以配合采摘工具使用的液压升降车，大大提高了采摘效率。更先进的方法是使用智能机器人采摘水果，不过由于目前的条件限制，摘水果机器人还无法达到实用化的程度。